# N'Délé

N'Délé (ou Ndele) é a capital de Bamingui-Bangoran, uma das 14 prefeituras da República Centro-Africana. Situada a leste do Parque Nacional de Bamingui-Bangoran, N'Délé teve uma população calculada em 2013 de 13.704 habitantes. A cidade é cortada pela Rodovia Nacional (RN8), estando a 648 km a nordeste da capital, Bangui. Possui um aeroporto.
N'Délé foi fundada em 1896, pelo sultão Mohamed-es-Senoussi e, em 8 de janeiro da 1911, os franceses ocuparam a cidade. Em dezembro de 2012, no contexto da Guerra Civil na República Centro-Africana, a cidade foi conquistada pelos rebeldes armados do grupo Séléka.